# Iman Benson
Iman Benson, född 25 juni 2000 i Atlanta, Georgia, är en amerikansk skådespelerska, mest känd för sina roller i Uncle Buck, Alexa & Katie och BlackAF.